# Luis Marcelo Salas
Luis Marcelo Salas Candia (Santiago, Chile, 30 de marzo de 1998) es un futbolista profesional chileno que se desempeña como centro delantero y actualmente se encuentra libre.

## Trayectoria

### Colo Colo
Inició su carrera en las divisiones inferiores de Colo-Colo, destacando por su juego ofensivo y olfato goleador. 
Debutó en Primera División el día 30 de julio de 2017, por la primera fecha del Torneo de Transición del mismo año, en el duelo que enfrentó a Colo-Colo ante Deportes Antofagasta en el Estadio Monumental, y que terminó igualado 0 a 0. En dicho encuentro, fue titular y disputó 62', siendo reemplazado por Nicolás Maturana.
Tras esto jugaría dos partidos más ambos en Copa Chile, el primero contra Deportes La Serena por la primera ronda del torneo partido en el cual los "albos" golearon por 4-0 remontando la llave de forma dramática por 5-4, ingresando en el entretiempo por Marcos Bolados. Y su segundo partido fue por los octavos de final ida contra Deportes Iberia ingresó al minuto 87 por Marcos Bolados.
En su primer semestre con los albos se coronó campeón del Torneo de Transición 2017 jugando un solo partido luego que Colo-Colo goleara en la última fecha a Huachipato por 3 a 0 en el sur. También ganó la Supercopa de Chile 2017 contra la Universidad Católica aunque sería suplente todo el encuentro.

### Deportes Antofagasta
Luego de disputar la Copa Libertadores Sub-20 con el cuadro albo, en febrero de 2018 se anunció su llegada a Deportes Antofagasta en calidad de préstamo por una temporada. Anotó su primer gol en el conjunto puma el 5 de mayo ante Deportes Temuco, en compromiso válido por la decimosegunda fecha del Campeonato Nacional Scotiabank 2018 y que terminó en victoria 3-2 en favor de Deportes Antofagasta, convirtiendo así su primer tanto a nivel profesional.

## Selección nacional

### Selección Sub-17
El día 30 de septiembre de 2015, la ANFP dio a conocer la nómina de 21 jugadores elegidos por Miguel Ponce, entrenador de la selección chilena sub-17, para disputar la Copa Mundial Sub-17 de Chile durante el mes de octubre del mismo año. El jugador disputó un compromiso en aquel certamen, siendo titular durante los 90' en la derrota 1 a 5 del combinado chileno ante Nigeria.

#### Participaciones en Copas del Mundo
| Competencia                 | Sede  | Resultado        | PJ | Goles |
| --------------------------- | ----- | ---------------- | -- | ----- |
| Copa Mundial Sub-17 de 2015 | Chile | Octavos de final | 1  | 0     |

## Clubes
| Club                            | País  | Año       |
| ------------------------------- | ----- | --------- |
| Colo-Colo                       | Chile | 2017      |
| → Deportes Antofagasta (cedido) | Chile | 2018      |
| Deportes Recoleta               | Chile | 2019-2020 |

## Palmarés

### Campeonatos nacionales
| Título             | Club      | País  | Año    |
| ------------------ | --------- | ----- | ------ |
| Supercopa de Chile | Colo-Colo | Chile | 2017   |
| Primera División   | Colo-Colo | Chile | 2017-T |